# Camille O'Grady
Camille O'Grady (31 de diciembre de 1949 - 17 de marzo de 2020) fue una música, artista visual, poeta, drag king y artista de performance estadounidense. Se describió a sí misma como una artista "multimedia".

## Biografía
Camille O'Grady creció en Nueva Jersey y fue criada como católica. Era la mayor de siete hermanos. Después de la secundaria se mudó a la ciudad de Nueva York donde estudió bellas artes en el Instituto Pratt.  En Pratt conoció al fotógrafo Robert Mapplethorpe. 
En 1974 fundó la banda Leather Secrets, que después se convirtió en Secrets y más tarde en Camille O'Grady Band. Ella y su banda estuvieron involucrados con la escena punk de Nueva York, tocando en muchos lugares asociados con el movimiento punk, como CBGB y Max's Kansas City. Leather Secrets tocó con Television y ambas bandas fueron mencionadas por David Bowie, quien dijo: “Sí, esta vez he visto muchas bandas nuevas buenas. Muchas bandas con buenos nombres, de todos modos, ¿qué te parecen 'Leather Secrets' y 'Television'?   En 1978 Lou Reed la invitó a actuar de telonera para su gira Street Hassle.  Reed la describió como "la Patti Smith sin conciencia social".  Ese mismo año también apareció en la película experimental gay New York City Inferno.
O'Grady actuó en bares gay y clubes de cuero, y fue una de las pocas mujeres permitidas en el club de sexo gay Mineshaft de Nueva York. Actuaba como un drag king llamado "Jake Savage".  En 1979 se mudó a San Francisco y comenzó a salir con el fotógrafo y galerista de arte Robert Opel. El 7 de julio de 1979, Opel fue asesinado por dos hombres. Camille O'Grady estuvo presente en el asesinato y testificó contra los asesinos de Opel.  Apareció en el documental Uncle Bob del 2010, que trataba sobre Robert Opel.
El 17 de marzo de 2020, Camille O'Grady murió de cáncer de hígado con 70 años. 